# メン☆ドル 〜イケメンアイドル〜
『メン☆ドル 〜イケメンアイドル〜』は、テレビ東京系列のドラマ24枠（毎週金曜日の24:12 - 24:53、JST）で、2008年10月10日から12月26日まで放送されていた連続テレビドラマ。2011年にCS放送のホームドラマチャンネルでも放送された事がある。

## あらすじ
アイドル志望の女子高生アサヒとヒナタ。フリーターのナミ。ある日、犯罪現場を偶然目撃してしまい、追われていたところを芸能事務所の女社長・冴子に助けられる。冴子に目を付けられた彼女たちは、なんとイケメンアイドルグループ「ペルソナ」としてデビューすることになった。

## 登場人物・キャスト

### レギュラー・準レギュラー
若松アサヒ / リク：小嶋陽菜（AKB48、ノースリーブス）
アイドル志望の女子高生。
河内ナミ / カイ：高橋みなみ（AKB48、ノースリーブス）
男勝りのコンビニエンスストア店員。
音羽ヒナタ / クウ：峯岸みなみ（AKB48、ノースリーブス）
不思議系、ロリータ・ファッションの格好をする女子高生。天然ボケでぶりっこ。
レイ：多岐川華子
「モンキープロ」に所属する売れっ子歌手。わがままな性格で、そんな自分を叱ったカイに惚れてしまい、彼を独占しようとしたこともある。
マリリン：インリン・オブ・ジョイトイ
「カモノハシ芸能社」社長秘書。レズビアンでかなりのM。網タイツをはいていたり、セクシーな服を着ていたりする。
葉村次郎：川野直輝
アサヒの幼馴染で駆け出しのカメラマン。ピューリッツァー賞受賞と、アサヒとの結婚を夢見ている。
美吉克之：大口兼悟
芸能事務所「サニーミュージック」の若き専務。変人で変態。正体を知らぬままリクに惚れ、自分がゲイであることに気づく。
加賀：大村波彦
元プロデューサー。
山下：國本鐘建
黒田の手元。
平岩十五（ひらいわじゅうご）
プルプルを路上に遺して黒田に拉致された。変死したフリージャーナリスト。
ミスターU：声杉山裕之/我が家
黒田にストラップ回収を命令する謎の人物。本名は「牛島」。かつては「アニマルクラッシュ」のドラマーだったが、猿川の謀略で手を負傷して音楽家生命を断たれる。それが元で冴子や猿川を怨み、表の世界から姿を消す。
牛島貴明：川倉けいぞう
高橋洋司：古山憲太郎
奈良渕清志：加藤マサキ
猿川圭史：太川陽介
芸能事務所「モンキープロ」社長。若い頃は3人組のビジュアル系バンド「アニマルクラッシュ」のリーダーだった。
黒田：白竜（特別出演）
アサヒとナミを執拗につけ狙う謎の男。アサヒが拾ったストラップの中に隠されていたSDカードを狙っている。ひょんなことからヒナタに惚れられてしまい、「クロにゃん」と呼ばれている。
鴨嘴（かものはし）冴子：広田レオナ
「カモノハシ芸能社」社長。アサヒらをスカウトし、イケメンアイドルグループ「ペルソナ」としてデビューさせる。よく鞭を持っていてアサヒたち3人とマリリンに「お仕置き」をしているS。巨乳であるが実は以前は男で、「アニマルクラッシュ」のメンバー、「犬山」だった。

### ゲスト
- 城山キチン：パパイヤ鈴木（第3話）
- ルビー・ゲイツ：ダイアモンド☆ユカイ（第5話、第6話）
- 羽鳥志愛：前田健（第6話）
- ハッタイ：満島ひかり（第10話）
- ワタール7世：山下裕子（第10話）

## スタッフ
- 脚本：岩村匡子、村上直美、佐藤久美子、大久保智巳
- 音楽：PPM
- 音楽協力：テレビ東京ミュージック
- 技術プロデューサー：菅原光宏
- 撮影：貝谷慎一
- 照明：矢尻昌也
- 音声：金子直樹
- 編集：大森寛之
- タイトルバック：高岡直樹
- 選曲：谷川義春
- 音響効果：赤座聡子
- ライン編集：伊藤裕之
- MA：上杉春奈
- 美術プロデューサー：吉良久仁子
- デザイン：竹中健
- 美術進行：石川利久
- 装飾：野宮昌志
- 衣裳：中野知美
- 持道具：田中淳子
- ヘアメイク：向さおり
- かつら製作：佐野泰葉
- 大道具製作：葛西剛太（第11話、第12話）
- 大道具操作：稲本浩（第11話、第12話）
- アクリル装飾：中村哲治（第11話、第12話）
- 電飾：森智（第11話、第12話）
- 視覚効果：菅谷守（第11話、第12話）
- 番組宣伝：大石淳子（テレビ東京）
- 番組デスク：矢部歩（テレビ東京）
- スチール：チャールズ村上
- 車輌：富士映画
- 演出補：根本和政（第11話、第12話）、淵上正人、西浦茜
- 制作担当：田村豊
- 制作主任：福田春子
- 記録：上田ゆり
- 振り付け指導：鈴木晶子
- プロデューサー：岡部紳二（テレビ東京）、森田昇（テレビ東京）、伊賀宣子、小山田雅和
- 演出：木下高男、都築淳一、高丸雅隆、小山田雅和、根本和政
- 協力：ベイシス、バスク、フジアール
- 制作：テレビ東京、共同テレビ
- 製作：「メン☆ドル」製作委員会

## 音楽
主題歌（オープニングテーマ）
- ノースリーブス『Relax!』（エピックレコードジャパン）「最終話ではエンディング曲として使用」

劇中歌
- ペルソナ『3seconds』（エピックレコードジャパン）「第1話〜第10話、最終話」
- ペルソナ『クリスマスプレゼント』（エピックレコードジャパン）「第10話〜最終話」

エンディングテーマ
- AKB48『大声ダイヤモンド』（キングレコード）「第11話、最終話では挿入曲として使用」

## 放送日・サブタイトル
| 各話   | 日付           | サブタイトル                                 | 脚本       | 演出       | 視聴率 |
| ------ | -------------- | -------------------------------------------- | ---------- | ---------- | ------ |
| 第1話  | 2008年10月10日 | 男でデビュー!? の巻                          | 岩村匡子   | 木下高男   | 3.0%   |
| 第2話  | 2008年10月17日 | 男だらけの五角関係!? の巻                    | 岩村匡子   | 木下高男   | 3.2%   |
| 第3話  | 2008年10月24日 | 究極の男の美! ヌード撮影!? の巻              | 岩村匡子   | 都築淳一   | 3.3%   |
| 第4話  | 2008年10月31日 | ヤバイ! 夜這い!? の巻                        | 村上直美   | 高丸雅隆   | 2.0%   |
| 第5話  | 2008年11月7日  | 売れるためにはゲイに喰われろ!? の巻          | 佐藤久美子 | 小山田雅和 | 2.7%   |
| 第6話  | 2008年11月14日 | 裸のアイドル! 消えた衣装!? の巻              | 岩村匡子   | 根本和政   | 3.4%   |
| 第7話  | 2008年11月21日 | 男同士のあぶない一夜!? の巻                  | 佐藤久美子 | 根本和政   | 3.9%   |
| 第8話  | 2008年11月28日 | どん底のペルソナ 水着で大逆転!? の巻         | 大久保智巳 | 高丸雅隆   | 2.8%   |
| 第9話  | 2008年12月5日  | ナミダ、ナミダ、ペルソナ解散!? の巻          | 大久保智巳 | 高丸雅隆   | 1.8%   |
| 第10話 | 2008年12月12日 | ペルソナの決断 アイドルは世界を救う!? の巻   | 岩村匡子   | 小山田雅和 | 2.6%   |
| 第11話 | 2008年12月19日 | 追いつめられたペルソナ 最後のステージ!? の巻 | 岩村匡子   | 根本和政   | 2.3%   |
| 最終話 | 2008年12月26日 | ペルソナ死す 〜それでも夢を! の巻            | 岩村匡子   | 高丸雅隆   | 2.6%   |

## ネット局
| 放送対象地域  | 放送局                      | 系列           | 放映期間・放送曜日及び放送時間 | 放映期間・放送曜日及び放送時間 |
| ------------- | --------------------------- | -------------- | ------------------------------ | ------------------------------ |
| 関東広域圏    | テレビ東京（TX） 【製作局】 | テレビ東京系列 | 2008年10月10日 - 12月26日      | 金曜 24時12分 - 24時53分       |
| 北海道        | テレビ北海道（TVh）         | テレビ東京系列 | 2008年10月10日 - 12月26日      | 金曜 24時12分 - 24時53分       |
| 愛知県        | テレビ愛知（TVA）           | テレビ東京系列 | 2008年10月10日 - 12月26日      | 金曜 24時12分 - 24時53分       |
| 岡山県 香川県 | テレビせとうち（TSC）       | テレビ東京系列 | 2008年10月10日 - 12月26日      | 金曜 24時12分 - 24時53分       |
| 福岡県        | TVQ九州放送（TVQ）          | テレビ東京系列 | 2008年10月10日 - 12月26日      | 金曜 24時12分 - 24時53分       |
| 大阪府        | テレビ大阪（TVO）           | テレビ東京系列 | 2008年10月16日 - 2009年1月8日  | 木曜 24時12分 - 24時53分       |
| 山形県        | テレビユー山形（TUY）       | TBS系列        | 2008年11月20日 - 2009年2月13日 | 木曜 25時44分 - 26時24分       |
| 愛媛県        | あいテレビ（ITV）           | TBS系列        | 2009年1月9日 - 3月27日         | 金曜 25時35分 - 26時15分       |
| 福島県        | 福島中央テレビ（FCT）       | 日本テレビ系列 | 2009年1月10日 - 3月28日        | 土曜 25時45分 - 26時25分       |
| 鳥取県 島根県 | 日本海テレビ（NKT）         | 日本テレビ系列 | 2009年4月18日 - 7月11日        | 土曜 24時50分 - 25時35分       |